# Baranowo (gmina Mosina)
Baranowo – wieś w Polsce położona w województwie wielkopolskim, w powiecie poznańskim, w gminie Mosina.
Według wzmianki z 1387 wieś była własnością szlachecką. Wieś położona była w 1580 w powiecie kościańskim województwa poznańskiego. W latach 1975–1998 miejscowość administracyjnie należała do województwa poznańskiego.
W pobliżu wsi do Warty uchodzi Kanał Szymanowo-Grzybno.